# Dawid Zajko
Dawid Zajko (ur. 1990 w Suwałkach) – polski karateka, brązowy medalista Mistrzostw Europy, doktor nauk społecznych.

## Życiorys
Swoje pierwsze kroki stawiał w Suwalskim Klubie Karate Kyokushin, zdobywając medale na Mistrzostwach Polski oraz w turniejach międzynarodowych. W tym czasie zdobył również uprawnienia ratownika wodnego – jako 14-latek uratował tonącego mężczyznę nad Zalewem Arkadia w Suwałkach.
W 2009 roku Dawid Zajko przeniósł się do Warszawy oraz rozpoczął studia w Wojskowej Akademii Technicznej w Warszawie na Wydziale Cybernetyki. W tym czasie szkolił się u Shihan Mariusza Mazura (Bielański Klub Karate Kyokushin) oraz u Shihan Tomasza Lenkiewicza (MKS Karate Kyokushin Radzymin). Owocem ciężkiej pracy było miejsce w Kadrze Polski, medale Mistrzostw Polski oraz brąz w Mistrzostwach Europy U22 w 2012 roku. Dwa lata później zdał na czarny pas – stopień mistrzowski I dan oraz uzyskał instruktora samoobrony.
W czasie studiów Dawid Zajko jako jedyny ze studentów WAT-u w 2013 roku otrzymał stypendium Ministra Nauki i Szkolnictwa Wyższego. Po ukończeniu studiów II stopnia w WAT Dawid Zajko rozpoczął studia doktoranckie III stopnia również na tej samej uczelni.  Podczas okresu studiów doktoranckich Dawid Zajko wydał kilka artykułów naukowych oraz prowadził zajęcia ze studentami WAT.
W lipcu 2019 roku Dawid Zajko obronił rozprawę doktorską pt. „Koncepcja doskonalenia systemu ochrony najważniejszych osób w Rzeczypospolitej Polskiej” pod okiem pana prof. dr hab. inż. Piotra Zaskórskiego. W tym samym miesiącu Rada Wydziału Cybernetyki WAT nadała Dawidowi Zajko tytuł doktora nauk społecznych w dyscyplinie nauki o bezpieczeństwie.

## Najważniejsze sportowe osiągnięcia
- 3. miejsce w Mistrzostwach Europy U22 (Kielce 2012) w kat. +85 kg;
- 3. miejsce w Mistrzostwa Polski Seniorów (Sosnowiec 2012) w kat. -90 kg;
- 2. miejsce w Mistrzostwach Polski Młodzieżowców (Lublin 2011) w kat. +80 kg;
- 2. miejsce w Mistrzostwach Polski Juniorów (Kraków 2010) w kat. +80 kg;
- 2. miejsce w Pucharze Polski Seniorów (Suwałki 2011) w kat. -90 kg;
- 2. miejsce w Mistrzostwach Polski Służb Mundurowych i Cywilnych (Szczytno 2010) w kat. Senior +85 kg;
- 1. miejsce w Mistrzostwach Polski Wschodniej (Tomaszów Lubelski 2010) w kat. Senior +80 kg;
- 2. miejsce w Otwartych Międzynarodowych Mistrzostwach Austrii (Austrian Open 2008) w kat. Senior +80 kg;
- 3. miejsce w Międzynarodowym Turnieju Mazovia Open (Grodzisk Mazowiecki 2010) w kat. Senior -90 kg;
- remis 1:1 w meczu Polska-Litwa (Ełk 2010) w kat. Senior -90 kg (Dawid Zajko vs. Alfredas Jakstas);
- 5. miejsce w Mistrzostwach Europy U22 (Wilno 2010 i Wrocław 2011) w kat. -85 kg;
- 3. miejsce w Turnieju Kwalifikacyjnym do ME Challenger (Opole 2011) w kat. -85 kg;
- 1. miejsce w Turnieju Kwalifikacyjnym do ME Challenger (Opole 2012) w kat. +85 kg;
- 5. miejsce w Gali Kokoro CUP (Warszawa 2010) w kat. Open;
- 1.miejsce w Międzynarodowym Turnieju Carpathia CUP (Rzeszów 2015) w kat. +90 kg;
- 2.miejsce Turniej Kwalifikacyjny do Mistrzostw Europy (Łańcut 2014) w kat. +90 kg.

## Publikacje naukowe
- Zajko D., Napływ imigrantów ekonomicznych i uchodźców do krajów UE a problemy w krajach przyjmujących, „Studia Bezpieczeństwa Narodowego” 2018, nr 13;
- Zajko D., Wywiad i kontrwywiad w zapewnieniu bezpieczeństwa państwa [w:] Determinanty bezpieczeństwa państwa wobec współczesnych zagrożeń, red. Borek P., Ciekanowski Z., Biała Podlaska 2017;
- Warchał A., Zajko D., Formation and Evolution of the Polish Intelligence Structures In the Second Polish Republic, „Studia Bezpieczeństwa Narodowego” 2016, nr 9.